# Isolados do Rio Esquerdo
Os Isolados do Rio Esquerdo são uma etnia indígena nativa brasileira que vive isolada no Terra Indígena do Vale do Javari no oeste do estado brasileiro do Amazonas (região norte do Brasil). A Terra Indígena em questão também é habitada por diferentes povos indígenas, como os marubos, matsés, matis, kanamari, kulina. Também se encontram, dentro da reserva, quase vinte grupos isolados.
O Vale do Javari é a reserva com a maior concentração de comunidades indígenas isoladas do mundo, que habitam a nascente dos rios Jandiatuba e Jutaí, na floresta montanhosa primária no extremo oeste brasileiro. A segunda maior terra indígena do Brasil, perdendo apenas para a Terra Indígena Ianomâmi.

## Etnias
Na TI do Javari além dos Isolados do Esquerdo, também vivem mais de 20 etnias: Isolados do Igarapé Alerta; Isolados do Igarapé Amburus; Isolados do Igarapé Cravo; Isolados do Igarapé Flecheira; Isolados do Igarapé Inferno; Isolados do Igarapé Lambança; Isolados do Igarapé Nauá; Isolados do Igarapé Pedro Lopes; Isolados do Igarapé São Salvador; Isolados do Rio Jandiatuba; Isolados do Rio Bóia/Curuena Isolados do Rio Esquerdo; Isolados do Rio Itaquaí; Isolados do Rio Pedra; Isolados do Rio Quixito; Korubo Isolados; korubo; kulina-pano; marubo; matis; matsés, kanamari, e; tsohom-dyapa ("povo-tucano” subgrupo kanamari no rios Jutaí e Itaqui, possivelmente os Isolados do Alto Rio Jutaí).